# China op de Olympische Winterspelen 1994
Tijdens de Olympische Winterspelen van 1994, die in Lillehammer (Noorwegen) werden gehouden, nam China voor de vijfde keer deel.

## Medailleoverzicht
| Sport       | Olympiër     | Discipline | Medaille |
| ----------- | ------------ | ---------- | -------- |
| Shorttrack  | Zhang Yanmei | 500 m (v)  | Zilver   |
| Kunstrijden | Chen Lu      | vrouwen    | Brons    |
| Schaatsen   | Ye Qiaobo    | 1000 m (v) | Brons    |

## Deelnemers en resultaten
(m) = mannen, (v) = vrouwen 

### Biatlon
| Olympiër                                            | Discipline             | Resultaat | Prestatie |
| --------------------------------------------------- | ---------------------- | --------- | --- |
| Song Aiqin                                          | 7,5 km (v)             | 23e       | 27.33,5 (+1.24,7) pen.: 1 (0 + 1)                                                                                            |
| Song Aiqin                                          | 15 km (v)              | 39e       | 58.25,0 (+6.18,4) pen.: 5 (1 + 0 + 1 + 3)                                                                                    |
| Wang Jinfen                                         | 7,5 km (v)             | 41e       | 28.36,1 (+2.27,3) pen.: 5 (3 + 2)                                                                                            |
| Wang Jinfen                                         | 15 km (v)              | 24e       | 56.00,8 (+3.54,2) pen.: 5 (0 + 2 + 0 + 3)                                                                                    |
| Team Liu Giulan Song Aiqin Wang Jinping Wang Jinfen | 4x7,5 km estafette (v) | 14e       | 2:01.08,8 (+13.49,3) pen.: 5 30.42,8 pen.: 0 (0 + 0) 28.51,0 pen.: 0 (0 + 0) 33.04,2 pen.: 4 (2 + 2) 28.30,8 pen.: 1 (0 + 1) |

### Freestyleskiën
| Olympiër  | Discipline  | Resultaat | Prestatie                     |
| --------- | ----------- | --------- | ----------------------------- |
| Yin Hong  | aerials (v) | 17e       | dnq (kwalificatie: 134,64 p.) |
| Ji Xiaoou | aerials (v) | 18e       | dnq (kwalificatie: 121,22 p.) |

### Kunstrijden
| Olympiër   | Discipline | Resultaat | Prestatie                               |
| ---------- | ---------- | --------- | --------------------------------------- |
| Zhang Min  | mannen     | 20e       | 29,0 p. (korte kür: 16 - lange kür: 21) |
| Chen Lu    | vrouwen    | Brons     | 5,0 p. (korte kür: 4 - lange kür: 3)    |
| Liu Ying   | vrouwen    | 23e       | 33,5 p. (korte kür: 23 - lange kür: 22) |
| Zhao Guona | vrouwen    | 25e       | dnq (korte kür: 25)                     |

### Schaatsen
| Olympiër      | Discipline | Resultaat | Prestatie       |
| ------------- | ---------- | --------- | --------------- |
| Liu Hongbo    | 500 m (m)  | 4e        | 36,54 (+0,21)   |
| Liu Hongbo    | 1000 m (m) | 4e        | 1.13,47 (+1,04) |
| Liu Yanfei    | 1500 m (m) | dnf       | opgave          |
|               |            |           |                 |
| Jin Hua       | 500 m (v)  | 9e        | 40,23 (+0,98)   |
| Jin Hua       | 1000 m (v) | 16e       | 1.21,48 (+2,74) |
| Xue Ruihong   | 500 m (v)  | 4e        | 39,71 (+0,46)   |
| Xue Ruihong   | 1000 m (v) | 12e       | 1.20,93 (+2,19) |
| Yang Chunyuan | 500 m (v)  | 11e       | 40,37 (+1,12)   |
| Yang Chunyuan | 1000 m (v) | 30e       | 1.23,27 (+4,53) |
| Ye Qiaobo     | 500 m (v)  | 13e       | 40,42 (+1,17)   |
| Ye Qiaobo     | 1000 m (v) | Brons     | 1.20,22 (+1,48) |

### Shorttrack
| Olympiër                                          | Discipline           | Resultaat | Prestatie                                                                   |
| ------------------------------------------------- | -------------------- | --------- | --------------------------------------------------------------------------- |
| Li JiaJun                                         | 500 m (m)            | 16e       | dnq, kf 3: diskwalificatie, vr 5 (1e): 44,67                                |
| Li JiaJun                                         | 1000 m (m)           | 16e       | dnq, kf 4: diskwalificatie, vr 7 (2e): 1.33,14                              |
| Li Lianli                                         | 500 m (m)            | 30e       | dnq, vr 1 (4e): 1.03,44                                                     |
| Li Lianli                                         | 1000 m (m)           | 14e       | dnq, kf 3 (4e): 1.32,16, vr 6 (2e): 1.34,52                                 |
| Li JiaJun Li Lianli Yang He Zhang Hongbo          | 5000 m aflossing (m) | 7e        | B-finale: diskwalificatie, hf 1 (3e): 7.19,66                               |
|                                                   |                      |           |                                                                             |
| Wang Xiulan                                       | 500 m (v)            | 6e        | B-finale: 49,03, hf 2 (3e): 48,00, kf 4 (1e): 48,40, vr 1 (1e): 47,32       |
| Wang Xiulan                                       | 1000 m (v)           | 14e       | dnq, kf 2 (3e): 1.40,58, vr 7 (2e): 1.43,71                                 |
| Yang Yang (S)                                     | 500 m (v)            | 7e        | dnq, hf 1: diskwalificatie, kf 1 (1e): 47,25, vr 7 (1e): 47,23              |
| Yang Yang (S)                                     | 1000 m (v)           | 5e        | Finale: 1.47,10, hf 2 (3e): 2.12,06, kf 1 (2e): 1.38,96, vr 4 (2e): 1.46,53 |
| Zhang Yanmei                                      | 500 m (v)            | Zilver    | Finale: 46,44, hf 1 (1e): 46,01, kf 2 (2e): 46,64, vr 8 (2e): 47,35         |
| Zhang Yanmei                                      | 1000 m (v)           | 4e        | Finale: 1.37,80, hf 1 (2e): 1.37,26, kf 4 (2e): 1.39,02, vr 2 (2e): 1.39,72 |
| Su Xiaohua Wang Xiulan Yang Yang (S) Zhang Yanmei | 3000 m aflossing (v) | 8e        | Finale: diskwalificatie, hf 2 (1e): 4.32,14                                 |

Amerikaanse Maagdeneilanden · Amerikaans-Samoa · Andorra · Argentinië · Armenië · Australië · België · Bermuda · Bosnië en Herzegovina · Brazilië · Bulgarije · Canada · Chili · China · Chinees Taipei · Cyprus · Denemarken · Duitsland · Estland · Fiji · Finland · Frankrijk · Georgië · Griekenland · Groot-Brittannië · Hongarije · IJsland · Israël · Italië · Jamaica · Japan · Kazachstan · Kirgizië · Kroatië · Letland · Liechtenstein · Litouwen · Luxemburg · Mexico · Moldavië · Monaco · Mongolië · Nederland · Nieuw-Zeeland · Noorwegen · Oekraïne · Oezbekistan · Oostenrijk · Polen · Portugal · Puerto Rico · Roemenië · Rusland · San Marino · Senegal · Slovenië · Slowakije · Spanje · Trinidad en Tobago · Tsjechië · Turkije · Verenigde Staten · Wit-Rusland · Zuid-Afrika · Zuid-Korea · Zweden · Zwitserland